# Dioscorea cayennensis subsp. rotundata
Dioscorea rotundata
Espèce
Synonymes
- Dioscorea rotundata

Dioscorea cayennensis subsp. rotundata, appelée igname de Guinée blanche, est une espèce d'ignames native d'Afrique. Il s'agit d'une des plus importantes espèce cultivée d'ignames, avec Dioscorea cayenensis.

## Description
Cet igname a des tiges cylindriques non ailées, épineuses, longues de 10-12 m, sans bulbilles aériennes. Les feuilles vert foncé sont opposées ou alternes. Les tubercules à peau brune et chaire blanche sont enfoncés peu profondément. Ils pèsent de 2 - 5 kg ou plus. Leurs formes sont généralement cylindriques avec des extrémités rondes ou pointues.